# Teoponte
Teoponte ist eine Ortschaft im Departamento La Paz im südamerikanischen Anden-Staat Bolivien.

## Lage im Nahraum
Teoponte ist der zentrale Ort des Municipios Teoponte in der Provinz Larecaja. Die Ortschaft liegt am rechten Ufer des Río Kaka in einer Höhe von 435 m, wenige Kilometer unterhalb der Vereinigung von Río Mapiri und Río Coroico. Etwa 80 km unterhalb von Teoponte mündet der Río Kaka bei Puerto Pando in den Río Beni.

## Geographie
Teoponte liegt nordöstlich des Titicacasees am Ostrand der Anden-Gebirgskette der Cordillera Real im Tiefland des Río Beni, einem der wichtigen Flüsse des Amazonas-Tieflandes.
Die mittlere Durchschnittstemperatur der Region liegt bei etwa 26 °C, der Jahresniederschlag beträgt etwa 1450 mm (siehe Klimadiagramm Caranavi). Die Region weist keinen ausgeprägten Temperaturverlauf auf, die Monatsdurchschnittstemperaturen schwanken nur unwesentlich zwischen 23 °C im Juni und Juli und 27 °C von November bis Januar, und auch die Tages- und Nachttemperaturen weisen nur geringe Schwankungen auf. Die Monatsniederschläge liegen zwischen unter 50 mm in den Monaten Juni und Juli und über 200 mm von Dezember bis Februar.

## Verkehrsnetz
Teoponte liegt in einer Entfernung von 226 Straßenkilometern nördlich von La Paz, der Hauptstadt des gleichnamigen Departamentos.
Von La Paz führt die teilweise asphaltierte Nationalstraße Ruta 3 in nordöstlicher Richtung 160 Kilometer über Cotapata bis Caranavi, von dort zweigt die unbefestigte Ruta 26 ab, die nach 70 Kilometern Guanay erreicht. Acht Kilometer vor Guanay überquert die Ruta 26 auf einer Straßenbrücke den Río Coroico; an dieser Stelle zweigt nach rechts eine unbefestigte Landstraße ab, über die Teoponte nach weiteren vier Kilometern zu erreichen ist.

## Bevölkerung
Die Einwohnerzahl der Ortschaft ist in den vergangenen beiden Jahrzehnten um etwa ein Fünftel angestiegen:
| Jahr | Einwohner | Quelle       |
| ---- | --------- | ------------ |
| 1992 | 1 260     | Volkszählung |
| 2001 | 1 421     | Volkszählung |
| 2012 | 1 519     | Volkszählung |
| 2024 |           | Volkszählung |